# Luchthaven Pointe-à-Pitre Le Raizet
De luchthaven Pointe-à-Pitre Le Raizet (Frans: Aérodrome de Pointe-à-Pitre Le Raizet of Guadeloupe Pôle Caraïbes) is een vliegveld in Pointe-à-Pitre in het Franse overzeese departement Guadeloupe, en is het belangrijkste internationale vliegveld van het eiland. Het bevindt zich 2,4 km ten noorden van Pointe-à-Pitre op het eiland Grande-Terre.

## Geschiedenis
In 1945 werd besloten om in de buurt van Pointe-à-Pitre een vliegveld aan te leggen. In 1950 werd het vliegveld geopend bij Le Raizet met een 1.600 meter lange startbaan, en een tijdelijke houten terminal. In 1960 werd het vliegveld eigendom van de Kamer van Koophandel van Pointe-à-Pitre. In 1989 werd een nieuwe langere startbaan aangelegd. In 1999 werden meer dan 2 miljoen passagiers verwerkt.
De luchthaven Pointe-à-Pitre Le Raizet heeft twee terminals: Terminal 1 is voor de internationale en regionale vluchten en heeft de meeste voorzieningen. Terminal 2 wordt alleen gebruikt voor regionale vluchten binnen het Caraïbisch gebied.

## Ongelukken
Op 22 juni 1962 vertrok een Boeing 707 van Air France van Santa Maria Airport in Vila do Porto, Portugal naar Pointe-à-Pitre met 103 passagiers en 10 bemanningsleden. Het VOR zendstation van Pointe-à-Pitre was buiten werking toen het vliegtuig 's nachts Guadeloupe naderde. In een zware onweersbui crashte het vliegtuig in een bos op een heuvel bij Deshaies. Er waren geen overlevenden.